# سینما نیمکت
سینما نیمکت فیلمی به کارگردانی و نویسندگی محمد رحمانیان و تهیه‌کنندگی تورج منصوری محصول سال ۱۳۹۳ است.
این فیلم در تاریخ ۲۱ آذر ۱۳۹۵ به مدت ده شب به صورت محدود در پردیس سینمایی چارسو به اکران درآمده است.

## خلاصه داستان
فیلم داستان مردی است که عاشق فیلم و سینماست و درگیر اتفاقاتی در زندگی اش می‌شود.

## بازیگران
- علی عمرانی در نقش ناصی
- مهتاب نصیرپور در نقش ملی
- هومن برق‌نورد در نقش عطا
- اشکان خطیبی در نقش صبا
- علی اسماعیلی در نقش پسرک روزنامه به دست
- حسین عرفانی در نقش پیرمرد زندانی
- تورج منصوری در نقش دکتر
- اصغر پیران در نقش رئیس
- امیر افشار در نقش نوچه
- علی تاجمیر در نقش نوچه
- افشین اخلاقی در نقش نوچه
- مهدی ساکی در نقش نوچه
- رامین پورایمان در نقش شاغلام
- سعید توکلی در نقش راننده موتور سه چرخه
- محمد شادمان در نقش زندانی صورت زخمی
- رضا ناجی در نقش مسئول زندان
- سید علی خوانساری در نقش کلانتری
- علیرضا فولادشکن در نقش شاگرد قهوه‌چی
- امیر تهرانی در نقش کارگر
- وحید رزاقی در نقش کارگر
- سامان مظلومی در نقش کارگر
- پدرام پیراسته در نقش کارگر
- باران صالحی در نقش دختر بچه درمانگاه
- الهام دهقانی در نقش مادر بچه
- امیر هوشنگ اصغری در نقش زندانی